# Cybaero
Cybaero var ett företag i Linköping som utvecklade obemannade helikoptrar, så kallade VTOL UAV (Vertikal Take-Off and Landing Unmanned Aerial Veichle) eller RPAS (Remotely Piloted Aircraft Systems).
Företaget grundades år 2003, men redan 1992 inleddes ett forskningssamarbete mellan FOI och Linköpings universitet. Bolaget har sitt huvudkontor i Linköping. 
Företaget har bland annat tillverkat helikoptern Apid55, som gjorde sin första offentliga flygning i Sverige den 8 januari 2008. Teknik utvecklad på företaget har även sålts till Saab Aerosystems för utvärdering och vidareutveckling till produkten Saab Skeldar. En prototyp av farkosten visades upp offentligt för första gången i början av januari år 2008. CybAero inledde samarbete 2009 med den spanska IT- och försvarskoncernen Indra Sistemas och 2010 med Cassidian/EADS kring utvecklingen av nya helikoptermodeller. Ny helikopter för år 2012 är APID 60 vilken är helt autonom när det gäller flygning, landning och start.
I juli 2014 fick man en stororder på 700–800 miljoner svenska kronor från kinesiska AVIC.
Konkurs 2018-06-18.